# Strada statale 491 di Isola del Gran Sasso
La ex strada statale 491 di Isola del Gran Sasso (SS 491), ora strada provinciale 491 di Isola del Gran Sasso (SP 491), è una strada provinciale italiana, che collega Isola del Gran Sasso d'Italia alla maggiore viabilità stradale abruzzese.

## Percorso
La strada ha origine nel centro abitato di Montorio al Vomano, staccandosi dalla strada statale 150 della Valle del Vomano pochi metri dopo il suo inizio. Il percorso punta verso sud raggiungendo le frazioni di Colledonico e Cerquone, prima di raggiungere Tossicia con un percorso abbastanza tortuoso. La strada prosegue entrando nel territorio comunale di Colledara, di cui attraversa la frazione di Ornano Grande, prima di raggiungere lo svincolo San Gabriele-Colledara dell'A24 Roma-Teramo.
L'itinerario procede oltre verso sud, raggiungendo il santuario di San Gabriele dell'Addolorata prima e Isola del Gran Sasso d'Italia. Dopo aver attraversato il centro abitato, la strada devia nettamente verso nord-est e con un percorso lineare supera la frazione di San Giovanni, lambisce Castel Castagna, supera nuovamente l'A24 in località Villa Petto ed infine termina il suo percorso reinnestandosi sulla SS 150 in località Villa Maggiore, nuovamente nel comune di Montorio al Vomano.
In seguito al decreto legislativo n. 112 del 1998, dal 2001 la gestione è passata dall'ANAS alla Regione Abruzzo che ha provveduto al trasferimento dell'infrastruttura al demanio della Provincia di Teramo.